# Festival international du film fantastique de Catalogne 2023
Le Festival international du film fantastique de Catalogne 2023, 56e édition du festival (56 edición del Festival de Cine Fantástico de Sitges ou 56. Festival de Cinema Fantàstic de Sitges), se déroule du 5 au 15 octobre 2023.

## Déroulement et faits marquants
Les films sélectionnés et le jury sont annoncés en septembre 2023.
Le 14 octobre 2023, le palmarès est dévoilé : le prix du meilleur film revient à Cuando acecha la maldad de Demián Rugna, le prix spécial du jury à Stopmotion de Robert Morgan et Vermines de Sébastien Vaniček, le prix du meilleur réalisateur à Baloji pour Augure,.

## Jury
- Jérôme Paillard, producteur
- Ana Torrent, actrice
- David C. Fein, producteur
- Kim Newman, auteur et critique
- Alexandra Heller-Nicholas, critique

## Sélections

### En compétition internationale
- Acide de Just Philippot  France
- Augure de Baloji  République démocratique du Congo
- Best Wishes to All de Yûta Shimotsu  Japon
- Club Zero de Jessica Hausner  Autriche
- Conann de Bertrand Mandico  France
- Cuando acecha la maldad de Demián Rugna  Argentine
- Divinity de Eddie Alcazar  États-Unis
- Le Règne animal de Thomas Cailley  France
- In Flames de Zarrar Kahn  Canada  Pakistan
- Kubi de Takeshi Kitano  Japon
- La espera de F. Javier Gutiérrez  Espagne
- La Morsure de Romain de Saint-Blanquat  France
- Late Night with the Devil de Cameron Cairnes et Colin Cairnes  Australie
- Les Chambres rouges de Pascal Plante  Canada
- Moscas de Aritz Moreno  Espagne  Argentine
- Riddle of Fire de Weston Razooli  États-Unis
- Robot Dreams de Pablo Berger  Espagne
- Killing Romance de Lee Won-suk  Corée du Sud
- Salem de Jean-Bernard Marlin  France
- Sleep de Jason Yu  Corée du Sud
- Sorcery de Christopher Murray  Chili
- Stopmotion de Robert Morgan  Royaume-Uni
- The Seeding de Barnaby Clay  États-Unis
- Die Theorie von Allem de Timm Kröger  Allemagne
- There's Something in the Barn de Magnus Martens  Norvège
- Tiger Stripes de Amanda Nell Eu  Malaisie
- Vermines de Sébastien Vaniček  France
- Vincent doit mourir de Stéphan Castang  France
- Inside de Bishal Dutta  États-Unis
- Wake Up de RKSS  France
- White Plastic Sky de Tibor Bánóczki et Sarolta Szabó  Hongrie

### Hors compétition

#### Film d'ouverture
- Hermana Muerte de Paco Plaza

### Séances spéciales
- Aliens Abducted My Parents and Now I Feel Kinda Left Out de Jake Van Wagoner  États-Unis
- Amelia's Children de Gabriel Abrantes  Portugal
- Awareness de Daniel Benmayor  États-Unis  Espagne
- Blood de Brad Anderson  États-Unis
- Le Garçon et le Héron de Hayao Miyazaki  Japon
- La ermita de Carlota Pereda  Espagne
- Le Cercle des neiges de Juan Antonio Bayona  Espagne  Uruguay
- Pauvres Créatures de Yórgos Lánthimos  États-Unis  Royaume-Uni  Irlande
- The Toxic Avenger de Macon Blair  États-Unis

### Midnight specials
- God Is a Bullet de Nick Cassavetes  États-Unis
- Gueules noires de Mathieu Turi  France

### Sitges Clàssics
- Action mutante de Álex de la Iglesia  Espagne
- La Longue Nuit de l'exorcisme de Lucio Fulci  Italie
- Caligula de Tinto Brass  États-Unis  Italie
- Le Mépris de Jean-Luc Godard  France
- L'Exorciste de William Friedkin  États-Unis
- The Wicker Man de Robin Hardy  Royaume-Uni
- Shining de Stanley Kubrick  États-Unis  Royaume-Uni
- Enter the Game of Death de Joseph Velasco  Corée du Sud  Hong Kong
- King Kong de Merian C. Cooper et Ernest B. Schoedsack  États-Unis

## Palmarès

### Compétition internationale
- Meilleur film : Cuando acecha la maldad de Demián Rugna
- Prix spécial du jury (ex-æquo): Stopmotion de Robert Morgan et Vermines de Sébastien Vaniček
- Prix du meilleur réalisateur : Baloji pour Augure
- Prix de la meilleure actrice : Kate Lyn Sheil pour son rôle dans The Seeding
- Prix du meilleur acteur : Karim Leklou pour son rôle dans Vincent doit mourir
- Prix du meilleur scénario : Cameron Cairnes et Colin Cairnes pour Late Night with the Devil
- Prix de la meilleure musique : Markus Binder pour Club Zero
- Prix de la meilleure photographie : Martin Roux pour La Morsure
- Prix des meilleurs effets spéciaux : Le Règne animal
- Mentions spéciales : Moscas de Aritz Moreno et Riddle of Fire de Weston Razooli